# Historia de los auxiliares auditivos

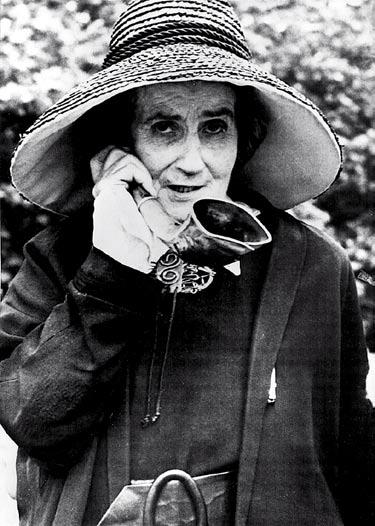
Madame de Meuron con una trompetilla o corneta auditiva.

Los primeros dispositivos para mejorar la audición fueron creados en el siglo XVII. El desarrollo de los dispositivos para llegar a los auxiliares modernos disponibles a principios del siglo XXI comenzó con la invención del teléfono, y el primer dispositivo auditivo eléctrico fue creado en 1898. Hacia finales del siglo XX, los dispositivos auditivos digitales ya eran comercializados al público en general. Algunos de los primeros dispositivos auditivos eran auxiliares externos. Los dispositivos auditivos externos direccionaban los sonidos frente al oído y bloqueaban todos los otros sonidos. El aparato se colocaba en el oído o detrás del mismo.
La invención del micrófono de carbón, transmisores, chip digital procesador de señales o DSP, y el desarrollo de tecnología computacional ayudaron a transformar los dispositivos auditivos hasta adquirir sus características actuales.

## Corneta auditiva

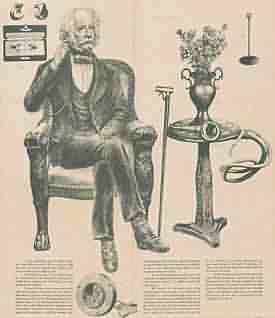
Ingeniosa silla acústica creada por Frederick Rein, diseñada para el rey Juan VI de Portugal a comienzos del.

El uso de trompetillas acústicas o cornetas auditivas para aquellas personas con pérdidas parciales de la audición, se remonta al siglo XVII. Hacia finales del siglo XVIII, su uso se encontraba cada vez más extendido. Trompetillas auditivas cónicas colapsables eran producidas a pedido para clientes específicos. Entre los modelos más difundidos o conocidos se encontraban la trompetilla Townsend (construida por el educador auditivo John Townshend), la corneta Reynolds (especialmente fabricada para el pintor Joshua Reynolds) y la corneta de Daubeney.
La primera empresa en comenzar la producción comercial de la trompeta auditiva fue fundada por Frederick C. Rein en Londres en 1800. Además de producir trompetas auditivas, Rein también vendía audífonos y parlantes. Estos instrumentos ayudaban a amplificar los sonidos, sin dejar de ser portátiles. Sin embargo, estos dispositivos generalmente eran voluminosos y tenían poseer soportes para aguantar su peso. Posteriormente, se usaron trompetillas y conos de mano pequeños como auxiliares auditivos.

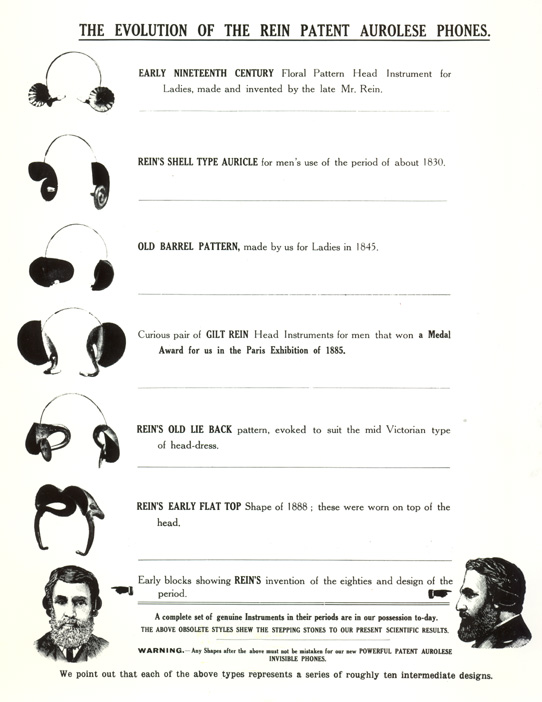
Catálogo de Frederick Rein Ltd., que muestra diseños del.

En 1919 Rein recibe el encargo de diseñar una silla acústica especial para el rey de Portugal, Juan VI de Portugal en 1819. El trono fue diseñado con brazos tallados que parecían bocas abiertas de leones. Estos agujeros funcionaban como el sector de recepción de sonidos, que se transmitían a la parte posterior del trono a través de un tubo, y al oído del rey. Finalmente, a fines del siglo XIX, el cuerno acústico, que era un tubo que tenía dos extremos, un cono que capturaba el sonido, y en el otro una boquilla que cupiera en la oreja.
Hacia fines del siglo XIX, los audífonos ocultos se hicieron cada vez más populares. Rein fue pionera en muchos diseños notables, incluyendo sus "vinchas acústicas", donde el audífono se ocultaba artísticamente dentro del cabello o un arnés. Los "teléfonos Aurolese" de Reins eran vinchas para la cabeza, hechas en una variedad de formas, que incorporaban colectores de sonido cerca del oído que amplificaban el sonido. Los auxiliares audítivos también se escondieron en sofás, ropa y accesorios. Esta tendencia hacia la invisibilidad cada vez mayor del auxiliar auditivo solía estar más orientado a ocultar la discapacidad del individuo frente a la sociedad que en ayudar al individuo a lidiar con su problema.

## Auxiliares auditivos electrónicos

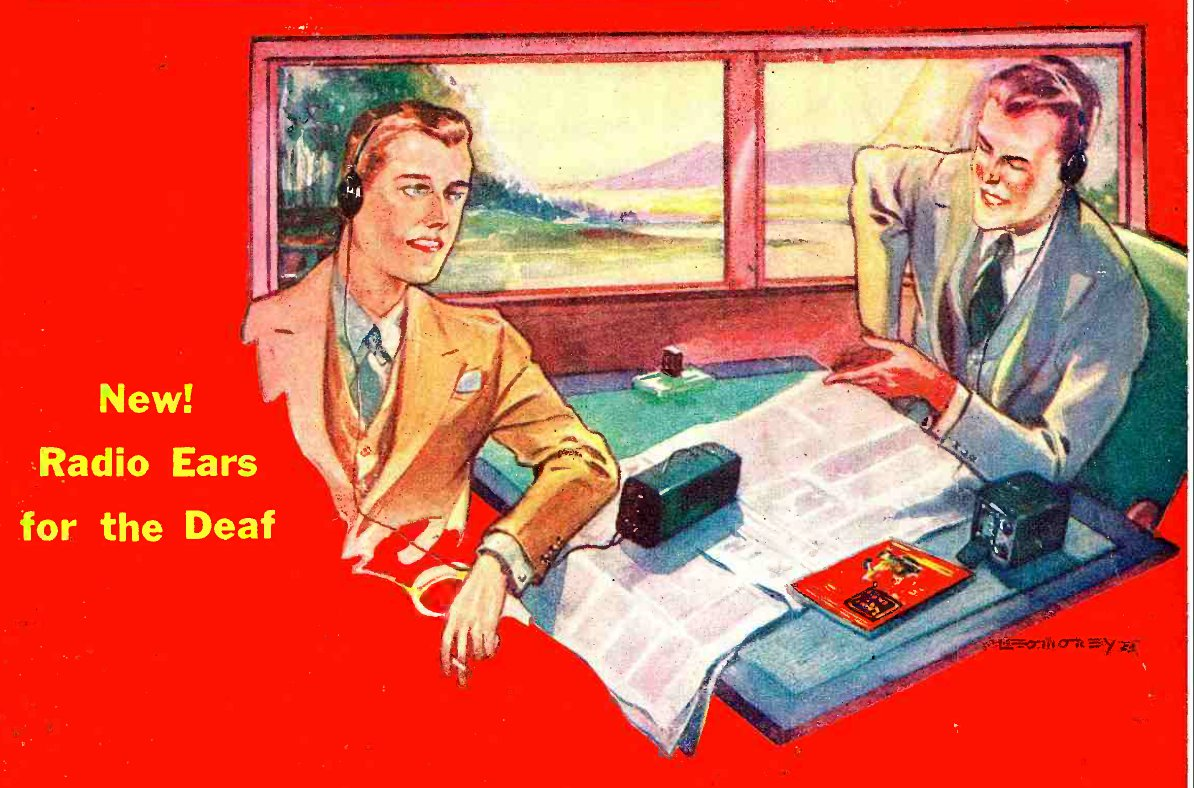
Afiche publicitario de 1933 para un primitivo auxiliar auditivo que utilizaba un sistema electrónico basado en un circuito de válvula termoiónica.

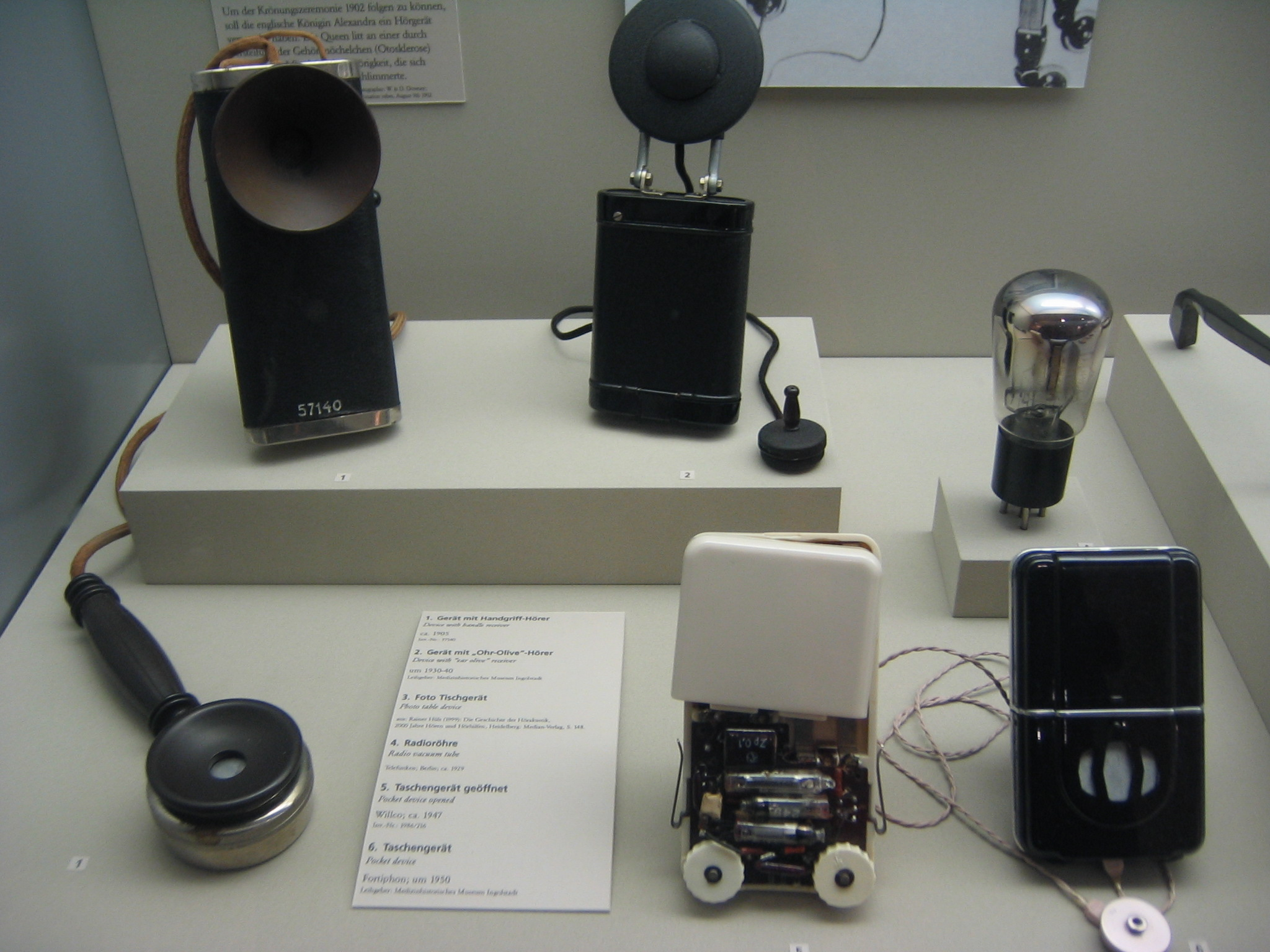
Estos auxiliares auditivos alemanes estuvieron en uso entre 1920 y 1950. Los mismos incluyen un dispositivo similar a un receptor de un teléfono. Museo de la Medicina, Berlín, Alemania.

Los primeros auxiliares auditivos electrónicos fueron construidos luego de la invención del teléfono y el micrófono en las décadas de 1870 y 1880. La tecnología del teléfono permitió aumentar la forma mediante la cual se podía alterar la señal acústica. Los teléfonos permitían controlar el volumen, frecuencia, y distorsión de los sonidos. Estas capacidades fueron utilizadas para crear auxiliares auditivos más eficaces.
El primer auxiliar auditivo eléctrico, denominado el Akouphone, fue inventado por Miller Reese Hutchison en 1898. Utilizaba un transmisor de carbón, para que el dispositivo fuera transportable. El transmisor de carbón era usado para amplificar el sonido al tomar una señal débil y utilizando una corriente eléctrica obtener una señal más fuerte. Estos auxiliares auditivos podían ser metidos en bolsas y otros medios para su transporte.

## Audífonos digitales
A comienzos de la década de 1960, Bell Telephone Laboratories inventó un proceso para producir señales de voz y audio en una gran computadora. A causa del tamaño de las computadoras digitales, el proceso de simulación de audífonos fue extremadamente lento. La progresión de la señal de audio del habla tomaba más tiempo que la duración de la señal en sí. Para obtener la potencia necesaria para procesar el sonido, se necesitaba una gran computadora central. Esto hizo casi imposible concebir la idea de que los audífonos pudieran convertirse en algo que pudiera encajar en un oído. Esta investigación fue importante para aprender sobre cómo desarrollar sonidos para las personas con discapacidad auditiva.
Además, en la década de 1970, se inventó el microprocesador. Este microprocesador ayudó a abrir la puerta a la miniaturización del audífono. Además, el investigador Edgar Villchur desarrolló la compresión de amplitud multi canal. La compresión de amplitud permitió que señal de audio se separara en bandas de frecuencia. Estas bandas permitían ajustar la ganancia de los distintos tipos sonidos para que los sonidos más fuertes se atenuaran y los sonidos más débiles se intensificaran. El sistema de compresión de amplitud multicanal se usaría más tarde como el diseño estructural fundamental para los primeros audífonos que usaron tecnología digital.

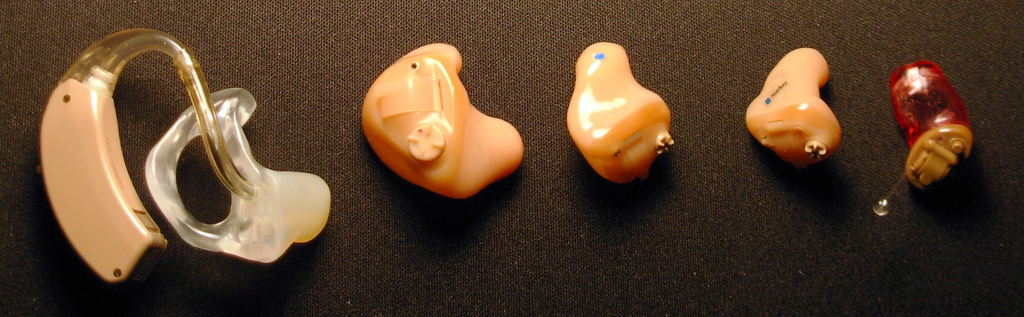
Algunos audífonos de comienzos del con otros de diseños tradicionales.

Otro pionero en el desarrollo de audífonos fue Daniel Graupe, quien desarrolló el audífono de seis canales. El audífono de seis canales en 1975 tenía control digital de la frecuencia en todos los canales. En 1979, las características electroacústicas de los audífonos se podían cambiar con un simple botón. Al presionar este botón, la amplificación se modificaba a niveles apropiados para el entorno en el que estaba presente el individuo. <Nombre de referencia = autogenerated1 /> Esta técnica de control del audífono para el entorno se utiliza de alguna manera en todos los audífonos digitales.
La creación de un arreglo de procesadores digitales de alta velocidad utilizada en minicomputadoras abrió la puerta a los avances en audífonos digitales. Estas minicomputadoras pudieron procesar señales de audio a velocidades que fueron equivalentes a tiempo real. En 1982, en la City University of New York, se creó el primer audífono digital en tiempo real. El equipo contenía un procesador de matriz digital y una minicomputadora. Esto consistía en un transmisor de radio FM y un receptor. La radio establecía una conexión entre el individuo a través de un transmisor en el cuerpo a la radio en la parte superior de la computadora. El transmisor en el cuerpo estaba conectado por un cable al micrófono del oído y al receptor. Aunque este fue un gran avance en la creación de audífonos, aún hubo algunos problemas. Uno de estos problemas principales era que, si bien el audífono funcionaba, era extremadamente pesado y casi imposible de mover.

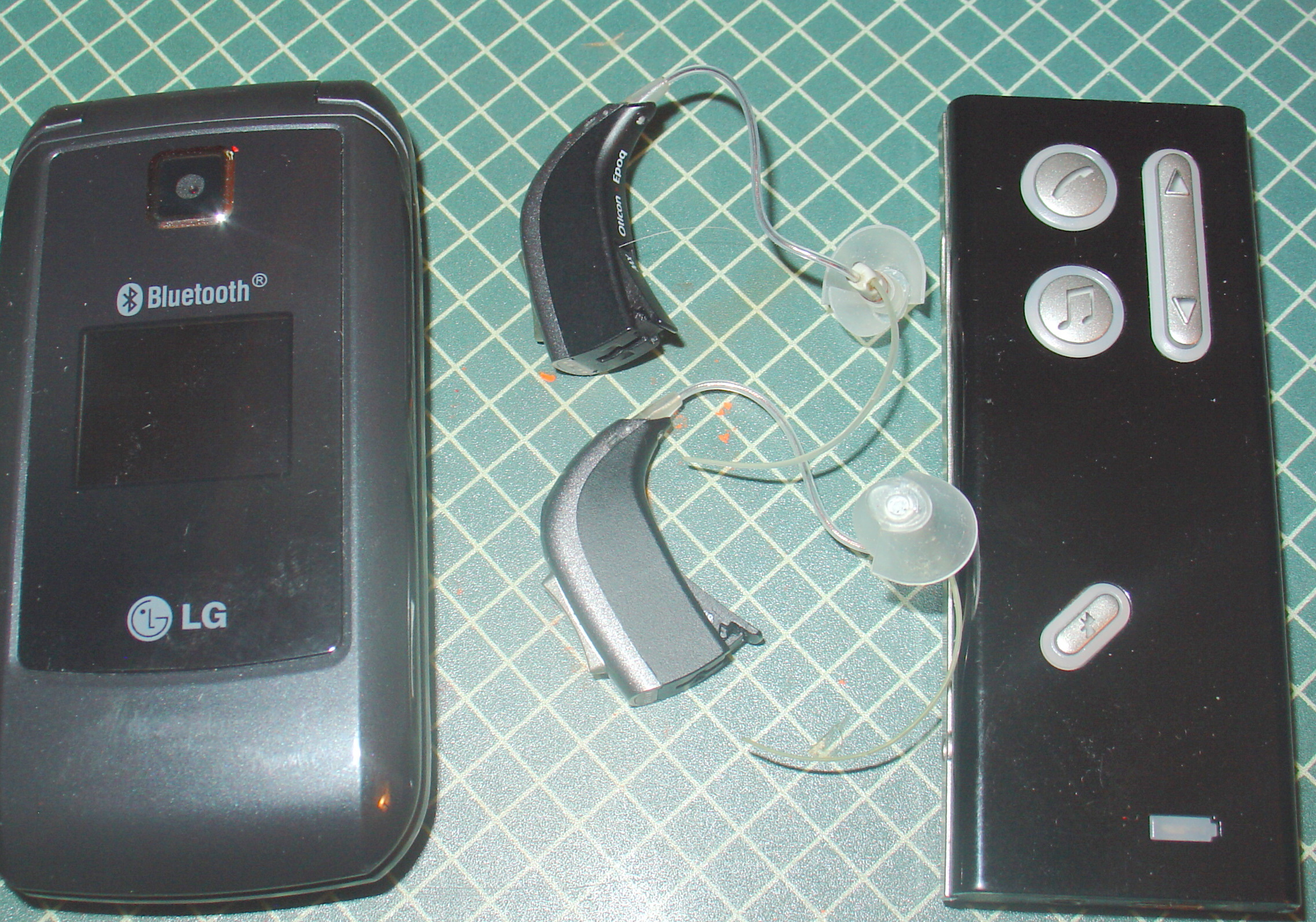
Audífonos Oticon para ser utilizados con dispositivos inalámbricos Bluetooth.

El primer audífono digital comercial fue creado en 1987 por Nicolet Corporation. El audífono contenía un procesador adosado al cuerpo que tenía una conexión cableada con un transductor montado en el oído. Si bien el audífono de Nicolet Corporation no tuvo éxito público y la compañía se retiró en breve, pudo iniciar una competencia entre compañías para crear audífonos más efectivos. Dos años más tarde, en 1989, se lanzó el audífono digital detrás de la oreja (BTE).
Además de Nicolet Corporation, los Laboratorios Bell ampliaron el negocio de los audífonos al desarrollar un audífono híbrido digital-analógico. Este audífono utilizaba circuitos digitales para manejar un amplificador de compresión de dos canales. A pesar de que la investigación inicial sobre este audífono fue exitosa, AT&T, la compañía matriz de Bell Laboratories, se retiró del mercado de audífonos y vendió sus derechos a Resound Corporation en 1987. Cuando se puso el audífono en el mercado, fue instantáneamente exitoso. Este desarrollo ayudó a traer cambios importantes al mundo de los audífonos.
Después del éxito de Resound Corporation, otras compañías de audífonos comenzaron a lanzar audífonos híbridos que incluían amplificadores, filtros y limitadores analógicos que se administraban digitalmente. Estos audífonos tenían numerosas ventajas; podían almacenar configuraciones de parámetros, tenían la capacidad de realizar pruebas de comparación por pares, tener configuraciones para diferentes entornos acústicos y tener métodos de señalización más avanzados; incluyendo compresión multicanal.
El siguiente hito importante fue la creación de un audífono totalmente digital. La Oticon Company desarrolló el primer audífono digital en 1995, pero solo se distribuyó a los centros de investigación auditiva para la investigación en tecnología digital en el ámbito de la amplificación acústica. El Senso fue el primer audífono totalmente digital comercialmente exitoso, y fue creado por Widex en 1996. Después del éxito del Senso, Oticon comenzó a comercializar su propio audífono, el DigiFocus.
Los audífonos digitales actuales ahora son programables, lo que permite que los audífonos digitales regulen el sonido por sí mismos, sin usar un control separado. El audífono ahora puede ajustarse según el entorno en el que se encuentre y, a menudo, ni siquiera necesita un botón de control de volumen físico.

## Chips para audífonos
Uno de los primeros chips digitales fue inventado por Daniel Graupe. El chip digital, denominado Zeta Noise Blocker (Bloqueador de Ruido Zeta), ajustaba la ganancia en forma automática en los canales de frecuencia para ayudar a controlar los niveles de ruido elevados. El chip fue empleado en varios audífonos fabricados en la década de 1980. Además del Zeta Noise Blocker, se trabajaba en el desarrollo de los chips digitales que buscaban implementar procesamiento digital de señales de alta velocidad o DSP. Los chips DSP comenzaron a ser comercializados en 1982, y se los utilizó en la fabricación de audífonos. Para 1988, los chips formaban parte de todos los audífonos. Una de las principales contribuciones de estos chips era la capacidad de procesar tanto la voz como otros sonidos en tiempo real. Una de las desventajas de estos chips es que eran voluminosos y utilizaban mucha batería, lo cual tornaba casi imposible su uso.